# Strøby
Strøby is een plaats in de Deense regio Seeland, gemeente Stevns. De plaats telt 718 inwoners (2008).